# Manmohanencyrtus hayati
Manmohanencyrtus hayati är en stekelart som beskrevs av Singh 1995. Manmohanencyrtus hayati ingår i släktet Manmohanencyrtus och familjen sköldlussteklar. Inga underarter finns listade i Catalogue of Life.